# コンクリートパイル建設技術協会
一般社団法人コンクリート・パイル協会（コンクリートパイルきょうかい）は、コンクリートパイルの製造及び施工を業とする法人で組織する業界団体。元国土交通省所管の社団法人。